# Рассвєт
Рассвєт (рум. Rassvet) — село у Страшенському районі Молдови. Адміністративно підпорядковане місту Биковець.

## Населення
За даними перепису населення 2004 року у селі проживали 345 осіб.
Національний склад населення села:
| Національність   | Кількість осіб | Відсоток   |
| ---------------- | -------------- | ---------- |
| молдавани румуни | 322 6          | 93,3% 1,7% |
| росіяни          | 10             | 2,9%       |
| українці         | 6              | 1,7%       |
| болгари          | 1              | 0,3%       |
| Всього           | 345            | 100%       |